# Бокшић (Томпојевци)
Бокшић је насељено место у општини Томпојевци, Вуковарско-сремска жупанија, Хрватска.

## Историја
До територијалне реорганизације у Хрватској био је у саставу старе општине Вуковар.

## Становништво
У попису становништва из 2011. године, Бокшић је имао 126 становника.
| Број становника према пописима | Број становника према пописима | Број становника према пописима | Број становника према пописима | Број становника према пописима | Број становника према пописима | Број становника према пописима | Број становника према пописима | Број становника према пописима | Број становника према пописима | Број становника према пописима | Број становника према пописима | Број становника према пописима | Број становника према пописима | Број становника према пописима | Број становника према пописима |
| ------------------------------ | ------------------------------ | ------------------------------ | ------------------------------ | ------------------------------ | ------------------------------ | ------------------------------ | ------------------------------ | ------------------------------ | ------------------------------ | ------------------------------ | ------------------------------ | ------------------------------ | ------------------------------ | ------------------------------ | ------------------------------ |
| 1857                           | 1869                           | 1880                           | 1890                           | 1900                           | 1910                           | 1921                           | 1931                           | 1948                           | 1953                           | 1961                           | 1971                           | 1981                           | 1991                           | 2001                           | 2011                           |
| 0                              | 0                              | 0                              | 0                              | 0                              | 0                              | 2                              | 0                              | 177                            | 203                            | 243                            | 224                            | 218                            | 234                            | 159                            | 126                            |

Напомена: Исказује се од 1921. Године 1931. без становника. Године 1921. исказивано као део насеља, а од 1948. као насеље.

## Галерија
- центар села
- детаљ
- детаљ